# Izabella kasztíliai királyi hercegnő
Kasztíliai Izabella (Valencia, 1518. augusztus 20. – Perpignan, 1537), spanyolul: Infanta Isabel de Castilla, németül: Isabella, Infantin von Kastilien, kasztíliai királyi hercegnő. Foix Germána özvegy aragóniai királynénak és mostohaunokájának, V. Károly német-római császárnak a titkos kapcsolatából született. A Habsburg-ház hivatalosan soha el nem ismert tagja.

## Élete
Apja V. Károly német-római császár, anyja Foix Germána özvegy aragóniai királyné, V. Károly nagyapjának, II. Ferdinánd aragóniai királynak a második felesége. Létezéséről csak Germána királyné végrendelete tesz említést, amely Izabella kasztíliai királyi hercegnő (la Serenissima doña Ysabel, Ynfanta de Castilla) néven emlékezik meg róla.
1516-ban meghalt II. Ferdinánd aragóniai király, és a tényleges utóda az anyja, Őrült Johanna nevében a régensséget átvevő Habsburg Károly lett. Károly 1517-ben Kasztíliában találkozott először nagyapja özvegyével, a nála csak 10 egy néhány évvel idősebb Foix Germána királynéval, aki már Károly öccsével, a kasztíliai udvarban nevelkedő Ferdinánd infáns-főherceggel is jó viszonyt ápolt. Germána mindenhova elkísérte hispániai tartózkodása alatt Károlyt, és ekkor foganhatott meg az özvegy "nagymama". Germána királyné a legnagyobb titokban 1518. augusztus 20-án Valenciában hozta világra második gyermekét, ezúttal egy egészséges kislányt, akit Izabellának nevezett el, és infánsnőnek címzett. Az aragóniai királyi házban nem volt egyedi eset hogy egy özvegy királyné titokban hoz világra újszülöttet, hiszen Prades Margit, Márton aragóniai király özvegye szintén titokban szült a férje halála után, de ő a rangon aluli kapcsolatát nem szerette volna felfedni, mert akkor elvesztette volna királynéi státuszát. Germána királyné azonban sohasem törvényesíthette volna kapcsolatát a császárral, hiszen a törvény és az akkori szokások szerint kapcsolatuk vérfertőzésnek számított, ugyanis II. Ferdinánd unokájaként V. Károlynak Germána a mostohanagyanyja volt. Károly megfelelően gondoskodott nagyapja özvegyéről. Gyermeküket természetesen a legnagyobb titokban neveltették. Károly 1519-ben Germánát feleségül adta egyik német hívének, Brandenburgi Jánosnak, aki Germána egykori férjjelöltjének, II. Ulászló magyar királynak volt az unokaöccse. Az ő bátyja volt Brandenburgi György, aki II. Ulászló kedvenc unokaöccseként és II. Lajos magyar király gyámjaként hosszú ideig a magyar udvarban élt. 1520-ban Károly magával vitte Germánát a német királyi koronázására, Aachenbe, útközben megállva egy angliai villámlátogatásra VIII. Henrik angol király udvarában, akinek a felesége, Aragóniai Katalin Germána első férjének, Katolikus Ferdinándnak volt a legkisebb lánya. Végül pedig Károly császár kinevezte „mostohanagyanyját” Valencia kormányzójává, ahol haláláig élt.
Izabella még a szülei életében, 1537-ben Perpignanban 19 évesen meghalt, és ahogy szokás volt a korban, az édesanyja, Germána özvegy királyné a végrendeletében is megemlítette az életében eltitkolt lányát. Ugyanis ezekből az iratokból derült fény csak legtöbbször a kiskorukban meghalt vagy a házasságon kívül született gyermekek létezésére, akiknek a születését egyébként a krónikák sokszor, érthető okokból, nem jegyezték fel.

## Külső hivatkozások
- Geneall/Isabel, infanta de Castilla – 2014. május 27.
- La Universidad de Alicante/Germana de Foix – 2014. május 27.
- Identidad Andaluza/Manuel Fernández Álvarez: El inconfesable secreto de Carlos V, 2008. október 3. – 2014. május 27.